# Veletržní pohár

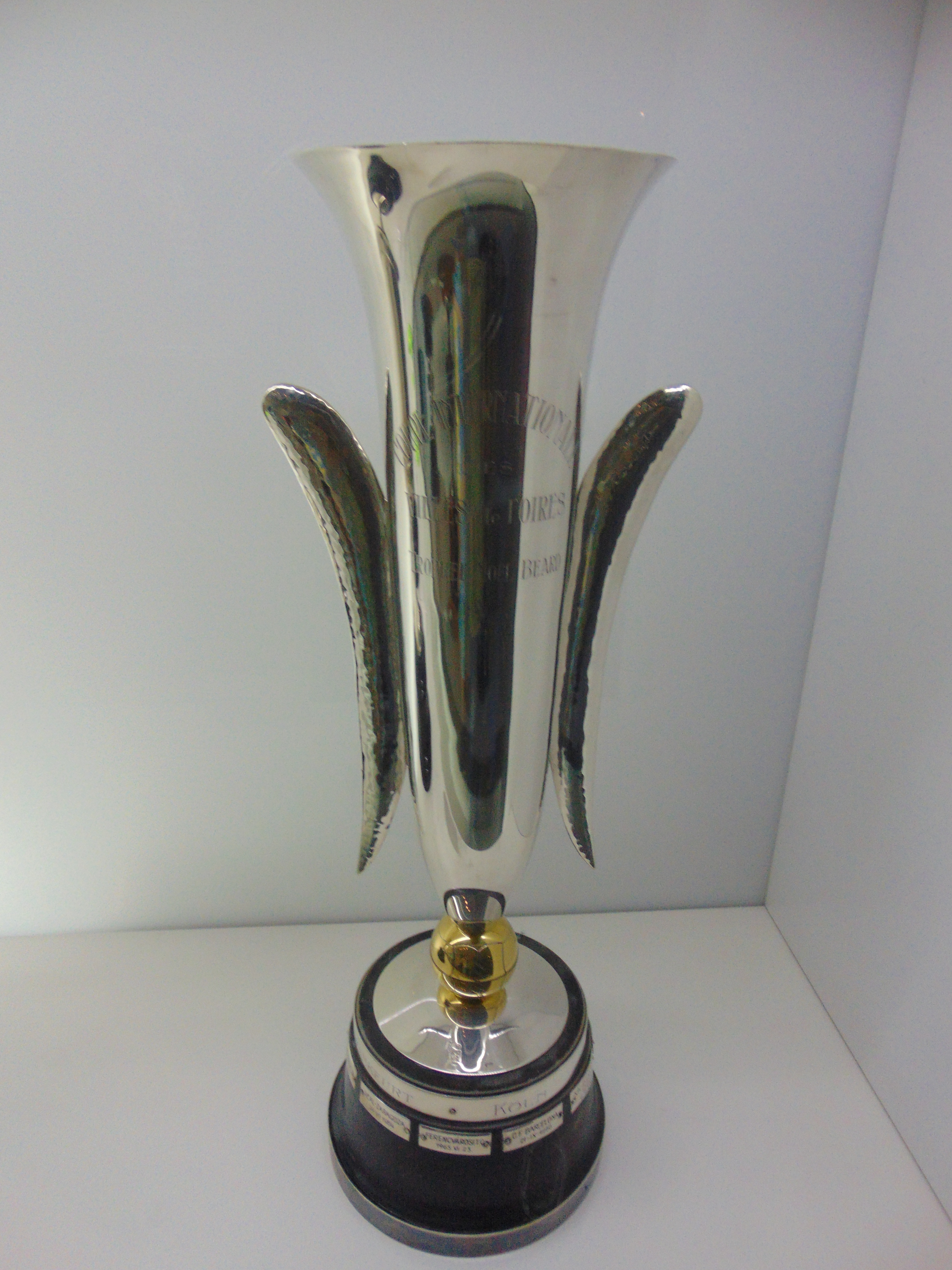
Veletržní pohár v muzeu FC Barcelona

Veletržní pohár byla klubová fotbalová soutěž mezi evropskými týmy. Soutěž vznikla v roce 1955 z iniciativy místopředsedy UEFA E. Thommena (Švýcarsko) jako „Mezinárodní pohár měst pořádajících průmyslové veletrhy“ (International Industries Inter-Cities Cup), určená pro vybraná mužstva měst, také zvaná Veletržní pohár. Od začátku 60. let se mohly přihlašovat ligové kluby z veletržních měst, jež se nekvalifikovaly do PMEZ nebo PVP. Od konce 60. let se mohly kvalifikovat týmy z kterýchkoli měst na základě ligového umístění.

## Historie
V prvním „ročníku“ 1955/58 se hrálo nejdříve ve skupinách a vítězové skupin postoupili do semifinále.
Od „ročníku“ 1958/60 se hrálo bez skupin s 16 týmy.
V ročníku 1961/62 hrálo 28 týmů.
Od sezony 1962/63 hrálo 32 týmů.
Od sezony 1964/65 hrálo 48 týmů.
Od sezóny 1966/67 byl název změněn na Veletržní pohár.
Od sezóny 1968/69 hrálo 64 týmů.
V roce 1971 převzala řízení soutěže oficiálně UEFA. Veletržní pohár byl nahrazen Pohárem UEFA. 2 nejúspěšnější týmy Veletržního poháru, FC Barcelona a Leeds United, spolu 22. září 1971 sehráli utkání o věčné vlastnictví původního poháru. V Barceloně vyhrála Barcelona 2:1. V Poháru UEFA bylo zrušeno pravidlo Veletržního poháru, podle kterého smělo z jednoho města hrát v ročníku jen jedno mužstvo.
V letech 1961/62 až 1966/67 bylo Československo reprezentováno týmy z Brna (1× Spartak KPS, poté 5× Spartak ZJŠ) jakožto veletržního města. Poté hrály v poháru týmy z jiných měst dle ligového umístění.

## Finalisté Veletržního poháru
Zdroj: 
| Ročník    | Vítěz                                   | Výsledek          | Poražený finalista | Poznámka |
| --------- | --------------------------------------- | ----------------- | ------------------ | --- |
| 1955/1958 | FC Barcelona Trenér – Helenio Herrera   | 6:0, 2:2          | Londýn XI          | |
| 1958/1960 | FC Barcelona Trenér – Helenio Herrera   | 4:1, 0:0          | Birmingham City    | |
| 1960/1961 | AS Řím Trenér – Luis Carniglia          | 2:0, 2:2          | Birmingham City    | |
| 1961/1962 | Valencia CF Trenér – Alejandro Scopelli | 6:2, 1:1          | FC Barcelona       | |
| 1962/1963 | Valencia CF Trenér – Alejandro Scopelli | 2:0, 2:1          | Dinamo Záhřeb      | |
| 1963/1964 | Real Zaragoza Trenér – Luis Belló       | 2:1               | Valencia CF        | jeden finálový zápas (Barcelona) |
| 1964/1965 | Ferencváros Trenér – József Mészáros    | 1:0               | Juventus Turín     | jeden finálový zápas (Turín) |
| 1965/1966 | FC Barcelona Trenér – Roque Olsen       | 0:1, 4:2 (prodl.) | Real Zaragoza      | Neplatilo pravidlo většího počtu vstřelených branek na hřišti soupeře. |
| 1966/1967 | Dinamo Záhřeb Trenér – Ivica Horvat     | 2:0, 0:0          | Leeds United FC    | |
| 1967/1968 | Leeds United FC Trenér – Don Revie      | 1:0, 0:0          | Ferencváros        | |
| 1968/1969 | Newcastle United FC Trenér – Joe Harvey | 3:0, 3:2          | Újpest FC          | |
| 1969/1970 | Arsenal Trenér – Bertie Mee             | 3:0, 1:3          | Anderlecht         | |
| 1970/1971 | Leeds United FC Trenér – Don Revie      | 1:1, 2:2          | Juventus Turín     | Leeds vyhrál díky většímu počtu vstřelených branek na hřišti soupeře. První utkání v Turíně se v 51. minutě za stavu 0:0 nedohrálo kvůli silnému dešti a podmáčenému hřišti. Bylo opakováno o 2 dny později s výsledkem 2:2. |

Poznámka: první výsledek je vždy z domácího utkání vítězného týmu.
Utkání o věčné vlastnictví poháru (1971): FC Barcelona – Leeds United 2:1

## Nejúspěšnější kluby, země, hráči a trenéři
Nejúspěšnějšími týmy jsou FC Barcelona se 3 trofejemi a FC Valencie a Leeds United se 2.
Španělské týmy vyhrály 6×, anglické 4×.
Nejlepšími střelci v historii jsou Waldo Machado (31 gólů), Peter Lorimer (20), Flórián Albert, Ferenc Bene a José Antonio Zaldúa (19).
2 trenéři vyhráli 2×: Alejandro Scopelli a Don Revie.